# David Lega
Pour les articles homonymes, voir Lega.
David Lega, né le 12 octobre 1973 à Göteborg, est un nageur handisport et homme politique suédois.
Il est 6e au 50 mètres dos, 7e au 50 mètres nage libre et 6e au 100 mètres nage libre aux Jeux paralympiques d'été de 1996 à Atlanta. Aux Jeux paralympiques d'été de 2000 à Sydney, il est éliminé en séries du 50 mètres dos, du 50 mètres nage libre et du 100 mètres nage libre.
Membre des Chrétiens-démocrates, il est député au Parlement européen depuis 2019.

## Biographie

### Carrière sportive
Lega est né avec une maladie congénitale, l'arthrogrypose, et est devenu nageur paralympique, participant aux Jeux paralympiques d'Atlanta en 1996 et de Sydney en 2000, ainsi qu'aux championnats du monde de natation du CIP en 1994 et 1998. Il a remporté trois médailles d'or lors des championnats du CIP de 1998.
Lega a pris sa retraite de nageur après les Jeux paralympiques de 2000 et est devenu conférencier et entrepreneur. Il possède des entreprises dans le domaine du développement personnel, de la technologie informatique et une marque de mode appelée Lega Wear. Il a publié le livre HANDS FREE - David Lega's Inspiring Journey en 2008. En 2005, il a été nommé l'un des dix jeunes les plus remarquables du monde par la JCI.
Il a fait partie des conseils d'administration de la Confédération suédoise des sports et de l'UNICEF Suède. Il a remporté le Whang Youn Dai Achievement Award en 1996.

### Carrière politique
En janvier 2011, il a été élu président du comité exécutif de Göteborg. En janvier 2012, il est devenu le deuxième vice-président du conseil exécutif du Parti chrétien-démocrate de Suède.
David Lega est membre du Parlement européen depuis les élections de 2019. Il siège à la commission des affaires étrangères et à la sous-commission des droits de l'homme. En plus de ses affectations en commission, il fait partie de l'intergroupe du Parlement européen sur le handicap.